# Небезпечні гастролі (фільм, 1969)
«Небезпечні гастролі» (рос. «Опасные гастроли») — український радянський художній фільм 1969 року режисера Георгія Юнгвальд-Хількевича.

## Сюжет
Одеса, 1910 рік. За завданням закордонного бюро РСДРП в місто приїхав під виглядом французького лісопромисловця більшовик-підпільник, який повинен організувати доставку в Росію через Одеський порт нелегальної літератури. Для цього в Одесі створений театр вар'єте, який, отримавши популярність, гастролює по Росії і отримує з Франції «театральний реквізит»…

## У ролях
- Микола Гринько
- Володимир Висоцький
- Юхим Копелян
- Ліонелла Пир'єва
- Іван Переверзєв — Казимир Казимирович Кульбрас
- Георгій Юматов
- Микола Федорцов
- Володимир Шубарин
- Рада Волшанінова
- Микола Волшанінов
- Ельвіра Бруновського
- Борислав Брондуков
- Семен Крупник
- Віктор М'ягкий — одеський комерсант

## Творча група
- Сценарій: Михайло Мелкумов
- Режисер: Георгій Юнгвальд-Хількевич
- Оператор: Федір Сильченко
- Композитор: Олександр Білаш